# 영천동부초등학교
영천동부초등학교는 대한민국 경상북도 영천시 조교동에 있는 공립 초등학교이다.

## 학교 연혁
- 1949년 9월 1일 영천동부국민학교 개교
- 1981년 3월 1일 병설유치원 개원
- 1996년 3월 1일 영천동부초등학교로 개칭
- 2003년 11월 8일 우로체육관 개관
- 2004년 11월 19일 늘푸른도서관, 과학실, 컴퓨터실 개관
- 2008년 11월 26일 영재교육 지원 센터 준공
- 2013년 10월 31일 급식실 현대화 사업 완료
- 2021년 2월 10일 별빛유도관 준공
- 2023년 3월 1일 제24대 김정락 교장 부임
- 2024년 2월 8일 제70회 졸업(총7,642명)
- 2024년 3월 1일 초등7학급(특수2학급), 유치원2학급 편성

## 참고 자료
- 영천동부초등학교 - 한국교육학술정보원 학교알리미